# کالینز (میسیسیپی)
کالینز (به انگلیسی: Collins) شهری در ایالت میسیسیپی کشور ایالات متحده آمریکا است که جمعیت آن در سرشماری سال ۲۰۱۰ میلادی، ۲٬۵۸۶ نفر بوده‌است.